# Scanzorosciate
Scanzorosciate là một đô thị ở tỉnh Bergamo trong vùng Lombardia của nước Ý, có vị trí cách khoảng 50 km về phía đông bắc của Milano và khoảng 6 km về phía đông bắc của Bergamo. Tại thời điểm ngày 31 tháng 12 năm 2004, đô thị này có dân số 8.918 người và diện tích là 10,8 km².
Scanzorosciate giáp các đô thị: Cenate Sopra, Cenate Sotto, Gorle, Nembro, Pedrengo, Pradalunga, Ranica, San Paolo d'Argon, Torre de' Roveri, Villa di Serio.